# Reggie Bassette
Reginald Fredrick „Reggie“ Bassette (* 22. November 1977 in Williamsburg, Virginia) ist ein ehemaliger US-amerikanischer Basketballspieler. Nach dem Studium in seinem Heimatland wurde Bassette Profi in Europa, wo er nach einer Station auf Zypern auch für Avitos Gießen und RheinEnergy Cologne in der deutschen Basketball-Bundesliga. Mit den Kölnern wurde Bassette als Most Valuable Player (MVP) des BBL All-Star Games 2002 deutscher Vizemeister. Nach Stationen in Israel, Südkorea, Frankreich, Belgien und Ungarn war Bassette nach 2008 nicht mehr professionell aktiv.

## Karriere
Bassette ging 1995 zum Studium an die Old Dominion University nach Norfolk, wo er für die Hochschulmannschaft Monarchs in der Colonial Athletic Association (CAA) der NCAA spielte. 1997 gewann er mit der Mannschaft das Meisterschaftsturnier der CAA, was die Teilnahme an der landesweiten NCAA-Endrunde sicherte. Hier scheiterte man in der ersten Runde nur knapp an einer Überraschung, als man mit nur vier Punkten Unterschied den stark favorisierten Lobos der University of New Mexico unterlag. Nachdem man den Titel in der CAA in den folgenden beiden Spielzeiten nicht verteidigen konnte, konnte sich Bassette auch bis zum Ende seiner Collegekarriere 1999 nicht mehr in der NCAA-Endrunde präsentieren. So versuchte er sich 1999 in der Sommerliga United States Basketball League (USBL) bei den Kansas Cagerz für einen möglichst lukrativen Profivertrag zu empfehlen.
Schließlich unterschrieb Bassette für die Saison 1999/2000 einen Vertrag bei Athlitiki Enosi Lemesou aus Limassol in der Republik Zypern. Nachdem er im Sommer 2000 an einem Trainingslager des NBA-Klubs Milwaukee Bucks teilnehmen durfte, bei dem er sich jedoch für keinen Vertrag empfehlen konnte, wurde er für die folgende Spielzeit dann vom deutschen Traditionsverein MTV 1846 Gießen verpflichtet, die in der Basketball-Bundesliga 2000/01 unter dem Sponsorennamen Avitos antraten. Nach einem vierten Platz in der Hauptrunde war man in der Play-off-Halbfinalserie gegen Serienmeister ALBA Berlin chancenlos. Für die darauffolgende Saison wurde Bassette vom ambitionierten Aufsteiger RheinEnergy Cologne verpflichtet, der mittels der Lizenz des benachbarten Rhöndorfer TV die 2. Basketball-Bundesliga übersprungen hatte. Unter dem ehemaligen deutschen Nationaltrainer und Berliner Meistertrainer Svetislav Pešić erreichte die Mannschaft auf Anhieb in der Basketball-Bundesliga 2001/02 die Finalserie um die Meisterschaft, in der man sich jedoch auch Titelverteidiger ALBA Berlin geschlagen geben musste. Bassette war zuvor Teilnehmer des BBL All-Star Game 2002 und wurde als MVP dieses Spiels ausgezeichnet. In der Sommerpause 2002 versuchte er sich über die USBL bei den Dodge City Legends für einen Profivertrag in seiner Heimat zu empfehlen.
Für die Saison 2002/03 ging Bassette nach Israel ins galiläische Kfar Blum zu Hapoel Galil Elyon, die am Ende der Saison jedoch nicht über einen siebten Platz in der Ligat ha’Al hinauskamen. In der Saison 2003/04 spielte Bassette in der Korean Basketball League für Mobis Phoebus aus Ulsan und schließlich für KCC Egis aus Jeonju, die am Ende der Spielzeit den Titel gewannen. Anschließend durfte Bassette in der NBA Summer League 2004 für die Dallas Mavericks spielen, ohne das daraus für ihn ein längerfristiger Vertrag resultierte. Für die Saison 2004/05 kehrte er noch einmal nach Israel zurück, doch seine neue Mannschaft Maccabi aus Givat Schmuel kam ebenfalls nicht über einen siebten Platz hinaus. Für die Saison 2005/06 wechselte Bassette in die französischen Ligue Nationale de Basket zum Erstligisten „Jeunesse laïque“ aus Bourg-en-Bresse. Die Mannschaft erreichte knapp die Qualifikation für die Play-offs um die Meisterschaft, in denen man der fünftplatzierten Mannschaft Le Mans Sarthe Basket unterlag, die anschließend zum Titelgewinn durchmarschierte. In der Saison 2006/07 war Bassette dann für den belgischen Erstligisten Euphony aus Bree aktiv. Nach einer Knieverletzung im Februar 2007 war die Saison für Bassette vorzeitig beendet, während seine Mannschaft knapp die Finalserie um die Meisterschaft gegen Titelverteidiger Telindus Oostende verlor. In der Saison 2007/08 hatte Bassette ein Comeback bei seinem Engagement für den ungarischen Erstligisten Zalakerámia-ZTE aus Zalaegerszeg, der jedoch die Play-offs um die Meisterschaft verpasste. Anschließend war Bassette professionell nicht mehr aktiv.